# Biskupice Zabaryczne
Biskupice Zabaryczne est une localité polonaise de la gmina mixte de Mikstat, située dans le powiat d'Ostrzeszów en voïvodie de Grande-Pologne. Elle se trouve à environ 15 kilomètres au nord de la ville d’Ostrzeszów et 121 km au sud-est de Poznań, la capitale régionale. 

## Géographie

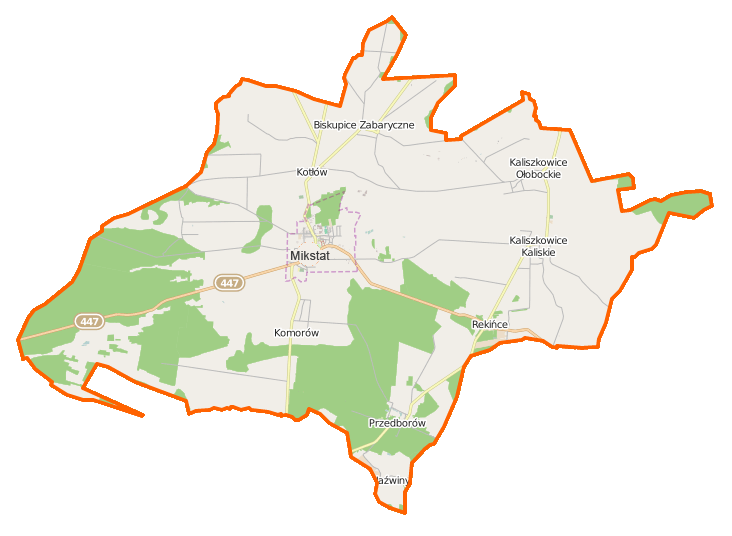
Carte de la gmina de Mikstat.